# La miel en tu ventana
«La miel en tu ventana» es una canción compuesta en 1970 por el músico argentino Luis Alberto Spinetta, interpretada por Luis Alberto Spinetta (guitarra acústica y voz) y Rodolfo García (acordeón) en el álbum Estrelicia MTV Unplugged de 1997, álbum número 26º en el que tiene participación decisiva Spinetta. 

## Contexto
El tema pertenece al álbum que registró el recital de Spinetta transmitido en octubre de 1997 en el célebre programa MTV unplugged. Spinetta se presentó con su banda Spinetta y los Socios del Desierto, que integró junto a Marcelo Torres (bajo) y Daniel Wirtz (batería). El trío fue acompañado en esa ocasión por el Mono Fontana (teclados) y Nico Cota (percusión). Spinetta realizó también algunos temas como solista, como fue el caso de "La miel en tu ventana".
Ese mismo año Spinetta había logrado doblegar a la industria discográfica, que durante dos años se había negado a reconocer el valor que Spinetta reclamaba por el álbum doble Spinetta y los Socios del Desierto, grabado en 1995, además de pretender limitarlo a un solo disco, álbum que sería considerado como una "cumbre" de la última etapa creativa de Luis Alberto Spinetta.
El recital coincide con un momento del mundo caracterizado por el auge de la globalización y en Argentina coincide con un momento de profundo cambio social, con la aparición de la desocupación de masas -luego de más de medio siglo sin conocer el fenómeno, la criminalidad -casi inexistente hasta ese momento-, la desaparición de la famosa clase media argentina y la aparición de una sociedad fracturada, con un enorme sector precario y marginado, que fue la contracara del pequeño sector beneficiado que se autodenominó como los "ricos y famosos". A ese entorno desolador se refería Spinetta cuando hablaba del "desierto".
Con respecto a su vida personal, en 1995 Spinetta había establecido una relación amorosa con Carolina Peleritti, que lo llevó a divorciarse en medio del acoso de la prensa amarilla, llegando a aparecer durante una persecución en la que no pudo eludir a los fotógrafos, con un cartel colgado al cuello en el que decía "Leer basura daña la salud; lea libros", obligando así a los fotógrafos a publicar ese mensaje. En 1997 la relación con Peleritti ya era pública y se extendería hasta 1999.

## El tema
Es el cuarto track del CD y es uno de los seis temas inéditos que Spinetta ejecutó en el recital unplugged de la MTV. Se trata de un tema de amor, compuesto por Spinetta entre 1969 y 1970, en la época de Almendra, que se encontraba en el "cuaderno escolar Avon" en el que Spinetta escribió sus primeras canciones. Al igual que "Muchacha (ojos de papel)", la canción se relaciona con la primera relación amorosa y sexual que Spinetta mantuvo, cuando aún era un adolescente, con la joven Cristina Bustamante.
La versión está cantada por Spinetta, acompañado de su guitarra acústica y del acordeón que ejecuta Rodolfo García, el baterista de Almendra, a quien Spinetta presenta en el recital como su "padre musical":

Él es un padre musical desde siempre y siempre me va guiar, porque además es una persona derecha como pocas y a quien amo. Rodolfo García, batero de Almendra.
Luis Alberto Spinetta

Al presentar el tema Spinetta dijo que se trataba un tema "de la época que la gente hacía el amor abanderada..., hace mucho". La letra consta de una sola estrofa y está relatada en segunda persona y dirigida a una mujer, aunque la persona destinataria no tiene identificado su género:

No deja de tentarme en las mañanas,
la miel que deja el sol en tu ventana.
El sol, no sabe donde voy.
El sol, no dice yo te amo.
"La miel de tu ventana" (fragmento)